# Sapinho-pulga
Brachycephalus pulex é uma espécie de anfíbio da família Brachycephalidae. Endêmica do Brasil, foi descoberta em 2011, sendo encontrada apenas no estado da Bahia. É uma espécie em perigo de extinção.
Vulgarmente chamado de sapinho-pulga ou sapo-pulga devido ao seu reduzido tamanho, as fêmeas são maiores que os machos. De 24 machos medidos, o maior tinha 7,90 milímetros e o menor indivíduo adulto mediu apenas 6,45 mm de comprimento. B. pulex é o menor anfíbio e menor vertebrado conhecido.

## Distribuição
O sapinho-pulga ocorre apenas na RPPN Serra Bonita [wikidata], a localidade-tipo (municípios de Camacan e Pau Brasil) e no Parque Nacional da Serra das Lontras, município de Arataca, no sul do Estado da Bahia, Brasil. Os locais são remanescentes da Mata Atlântica e classificados como floresta ombrófila densa, com a espécie ocorrendo em altitudes de 200 a 950 metros.

## Dimorfismo sexual
Após avaliações de pesquisadores, descobriu-se que os machos desta espécie medem pouco mais de 7 mm, enquanto as fêmeas são ligeiramente maiores, alcançando um pouco mais de 8 mm. Apenas os espécimes machos apresentam fendas vocais na garganta.